# Mousa Abu Jazar
Mousa Abu Jazar (Gáza, 1987. augusztus 25. –) palesztin válogatott labdarúgó, az élvonalbeli Shabab Al-Khaleel hátvédje, de középpályásként is bevethető.

## Pályafutása

### A válogatottban
2011-ben mutatkozott be a palesztin válogatottban. 2014-ig 29 mérkőzésen játszott, egy gólt szerzett.

## Sikerei, díjai

### A válogatottban
Palesztina
- AFC-Kihívás kupa: 2014